# Le Coudray-sur-Thelle
Le Coudray-sur-Thelle é uma comuna francesa na região administrativa de Altos da França, no departamento de Oise. Estende-se por uma área de 3,76 km². Em 2010 a comuna tinha 554 habitantes (densidade: 147,3 hab./km²).